# Agnes von Hessen († 1393)
Agnes von Hessen (* um 1342/1344; † 23. Dezember 1393 in Eisenach) war Äbtissin  des Klosters St. Katharina zu Eisenach.

## Leben

### Herkunft und Familie
Agnes von Hessen war die Tochter des Landgrafen Ludwig von Hessen (1305–1345) und dessen Gemahlin Elisabeth Gräfin von Sponhein und wuchs zusammen mit ihren Geschwistern Otto (1341–1357, Domherr in Magdeburg) und Hermann II. (1342–1413, Landgraf) auf.

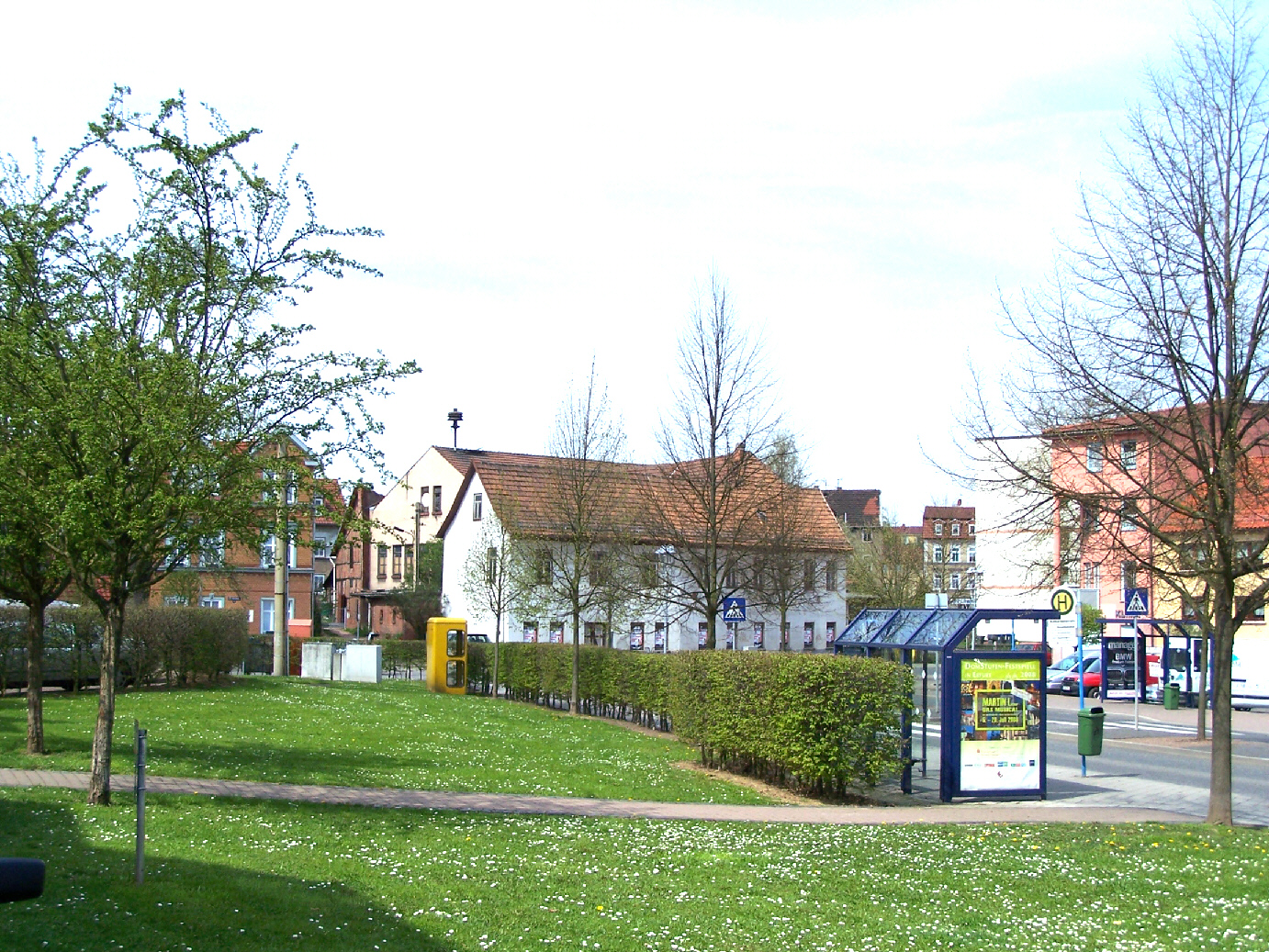
St. Katharinenkloster Eisenach, Wirkungsstätte der Äbtissin Agnes von Hessen

### Wirken
Agnes wurde (mutmaßlich) um 1360 Nonne im Zisterzienserinnenkloster St. Katharina zu Eisenach. Als Äbtissin des Klosters ist sie in den Jahren 1376 und 1391 urkundlich belegt. Sie verstarb in dem Kloster, in dem sie vermutlich auch bestattet wurde; ein Grabmal ist jedoch nicht erhalten.